# 니오 ES8
니오 ES8(영어: NIO ES8)는 니오에서 2018년부터 생산중인 SUV이다.

## 개발
니오는 자동차의 경제성과 성능을 테스트하기 위해 Yakeshi에서 수천 km의 차량을 테스트하였다.
생산은 2018년 6월부터 시작하였으며, 가격은 65,000달러이다.

## 사양
ES8는 교체 가능한 패키지인 리튬 이온 전지로 구동되며,한 번의 배터리 충전으로 차량의 주행가능거리는 500 km (310 mi)이다.
축간거리는 2,997 mm (118 in)이며, 전장은 5,022 mm (198 in)이다.